# Emmanuel Servais

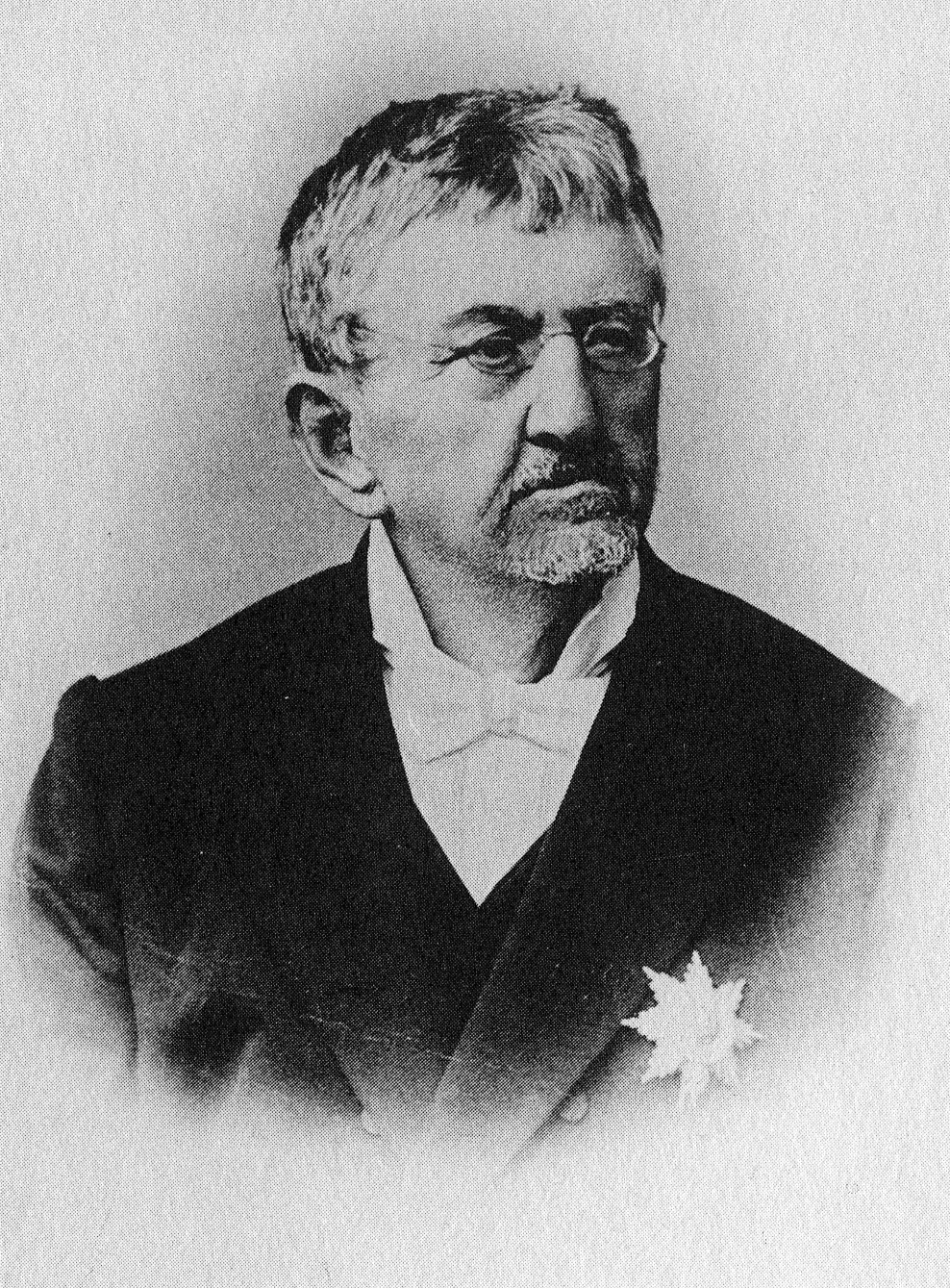
Lambert Joseph Emmanuel Servais

Lambert Joseph Emmanuel Servais (Mersch, 11 april 1811 - Bad Nauheim, 17 juni 1890) was een Luxemburgs politicus.

## Opleiding en vroege carrière
Emmanuel Servais werd geboren in Mersch in het Servais-Haus/La Maison Servais (een landhuis). Zijn vader was Antoine Servais (1778-1859) en zijn moeder heette Maria Richard. Zijn vader was burgemeester van Mersch en grootindustrieel als eigenaar van de hoogovens van Weilerbach, alsook van een branderij. Emmanuel Servais' broer, Joseph Servais bouwde het bedrijf verder uit.
Emmanuel Servais studeerde van 1829 tot 1833 rechten in Gent, Parijs en Luik. Hierna was hij van 1833 tot 1839 advocaat te Aarlen. Hij nam actief deel aan de Belgische Revolutie en was lid van de provincieraad van Luxemburg (het toen nog ongedeelde Luxemburg). Hij sprak zich uit voor een ongedeeld Luxemburg. In 1836 richtte hij met Victor Tesch (de latere Belgische minister van Justitie) de krant L'Echo de Luxembourg.
Emmanuel Servais vestigde zich in 1839 - na de deling van Luxemburg - in Mersch en schreef zich in 1840 in bij de balie van Luxemburg-Stad. Van 1841 tot 1848 was Servais lid van de Assemblée des États.
In 1841 trouwde Emmanuel Servais te Itzig met Justine-Elise Boch, dochter van J.J. Boch en Charlotte Richard. In hetzelfde jaar was hij betrokken bij de totstandkoming van de grondwet. In 1845 werd hij lid van de gemeenteraad van Luxemburg-Stad.

## Minister
Op 8 mei 1848 werd Emmanuel Servais voor gematigd links verkozene in het Frankfurter Parlement. Hij was een van de drie Luxemburgers die zitting hadden in het Frankfurter Parlement. In hetzelfde jaar werd hij lid van de grondwetgevende vergadering die een democratische grondwet voor Luxemburg ontwierp. Ook in 1858 was hij betrokken bij de totstandkoming van de nieuwe (ondemocratische) grondwet.
Emmanuel Servais was van 23 september 1853 tot 29 november 1857 administrateur-generaal (minister) van Financiën. Van 1857 tot 1867 maakte hij deel uit van de Staatsraad.
Op 11 mei 1867 tekenden Emmanuel Servais en Victor de Tornaco namens Luxemburg het Verdrag van Londen, welk verdrag voorzag in de onafhankelijkheid van Luxemburg en haar neutraliteit.

## Premier
Emmanuel Servais werd op 3 december 1867 president van de Regering (dat wil zeggen premier) en directeur-generaal van Buitenlandse Zaken. Hij bleef dit tot 26 december 1874. Gedurende zijn premierschap kwam op 17 oktober 1868 de huidige grondwet tot stand. Deze grondwet was gebaseerd op de democratische van 1848.
Na zijn aftreden was Emmanuel Servais van 27 december 1874 tot 8 november 1887 voorzitter van de Staatsraad. Van 1875 tot 1890 was hij burgemeester van Luxemburg-Stad.
Emmanuel Servais overleed in Bad Nauheim (Duitsland).

## Familie
Uit zijn huwelijk met Justine-Elise Boch werd Émile Servais (1847-1928) geboren. Hij was voorzitter van het Comité de Salut Public dat in 1919 de republiek Luxemburg uitriep, die slechts kortstondig bestond.

## Verwijzingen
1. ↑  Tatsachen aus der Geschichte des Luxemburger Landes, door: dr. P.J. Muller (1968), blz. 225
2. ↑  Tatsachen aus der Geschichte des Luxemburger Landes, door: dr. P.J. Muller (1968), blz. 276-277
3. ↑  Het Groothertogdom Luxemburg was lid van de Duitse Bond
4. ↑  De anderen waren Jean-Jacques Willmar en Charles München

## Bron
- Tatsachen aus der Geschichte des Luxemburger Landes, door: P.J. Muller (1968)